# ラショウモンカズラ属
ラショウモンカズラ属（ラショウモンカズラぞく、学名：Meehania、和名漢字表記：羅生門葛属 ）は、シソ科の属の1つ。

## 特徴
多年草で走出枝があり、地上または地下をはう。葉は対生し、縁に鋸歯がある。茎は直立し、花は偽輪生で、茎先または葉腋に少数つく。萼は筒状の鐘形で15脈があって先端が5裂し、やや唇形となり、萼裂片は三角形で先は鈍頭となる。花冠は大型で筒部の上半は太いのど部となり、花冠開口部は唇形で、上唇は短く2裂し、下唇は3裂する。雄蕊は4個あり、斜上して上唇の下側に並び、花外に突き出ることはない。葯は2室で葯室はほぼ平行。果実は4分果となり、卵形で平滑である。

## 分布
北アメリカと東アジアに7種ほどある。

## 種

### 日本に分布する種
和名、学名はYistによる。
- オチフジ（落藤）Meehania montis-koyae Ohwi - 多年草で茎の高さ10-20cm。走出枝は地下をはう。全草にカメムシをつぶしたときのような悪臭がある。花は葉腋から出る。花冠の下唇ののど部に開出毛はない[2]。日本固有種で、本州の和歌山県、兵庫県に分布する[4]。絶滅危惧II類(VU)（環境省2012年）。
- ラショウモンカズラ（羅生門葛）Meehania urticifolia (Miq.) Makino - 多年草で茎の高さ20-30cm。花が終わると長い走出枝が地上をはう。全草に芳香がある。花は茎先に花穂をつくる。花冠の下唇ののど部の先端に開出毛がある。本州、四国、九州、朝鮮半島、中国大陸東北部に分布する[2]。

### その他の種
学名はMeehania, The Plant Listから、および分布地
- Meehania cordata (Nutt.) Britton – アメリカ合衆国東部[5]
- Meehania faberi (Hemsl.) C.Y.Wu – 中国（甘粛省、四川省）[6]
- Meehania fargesii (H.Lév.) C.Y.Wu – 中国大陸南部[5]
- Meehania henryi (Hemsl.) Y.Z.Sun ex C.Y.Wu - 中国（貴州省、湖北省、湖南省、四川省）[6]
- Meehania pinfaensis (H.Lév.) Y.Z.Sun ex C.Y.Wu –中国（貴州省）[6]

## 名前の由来
和名ラショウモンカズラ属のラショウモンカズラは、羅生門葛の意で、ラショウモンカズラの太い花冠を、渡辺綱が京都の羅生門で切り落とした鬼女の腕になぞられたことからついた。
また、属名 Meehania は、アメリカ合衆国、フィラデルフィアの植物学者トーマス・ミーハン （Thomas Meehan, 1826-1901）の名前に因んだもので、同じアメリカ合衆国の植物学者、分類学者であるナサニエル・ロード・ブリトン（Nathaniel Lord Britton, 1859-1934）によって、1894年に命名記載された。

## ギャラリー
- オチフジ
- ラショウモンカズラ